# Veľké Chlievany
Veľké Chlievany es un municipio del distrito de Bánovce nad Bebravou en la región de Trenčín, Eslovaquia, con una población estimada a final del año 2024 de 492 habitantes.
Se encuentra ubicado en el centro-sur de la región, cerca del río Bebrava (cuenca hidrográfica del río Danubio) y de la frontera con la región de Nitra.

## Demografía
| Año        | 1994 | 2004     | 2014    | 2024    |
| ---------- | ---- | -------- | ------- | ------- |
| Población  | 401  | 450      | 484     | 492     |
| Diferencia |      | +12,21 % | +7,55 % | +1,65 % |

| Año        | 2023 | 2024   |
| ---------- | ---- | ------ |
| Población  | 500  | 492    |
| Diferencia |      | −1,6 % |